# Автостанція № 1 (Мелітополь)
Автостанція № 1 — міжміська автобусна станція в Мелітополі. Розташована на розі вулиць Інтеркультурної та Воїнів-Інтернаціоналістів за адресою: вул. Інтеркультурна, 204А.
Двоповерхову залізобетонну будівлю автостанції збудували на початку 1990-х років незабаром після прокладки об'їзного автошляху навколо центру міста вулицею Воїнів-Інтернаціоналістів. Значну частину площ у просторому двоповерховому будинку здають в оренду, тому пасажири можуть отримати на автостанції лише мінімальний сервіс (продаж квитків, кафе). Наприкінці 2012 року було заплановано реконструкцію платформ автостанції.

## Пасажирське сполучення
Автобусні маршрути, які проходять через автостанцію, сполучають Мелітополь із Бердянськом, Запоріжжям, Дніпром, Кривим Рогом, Маріуполем, Миколаєвом, Миргородом, Одесою, Харковом, Херсоном тощо.